# Jean-Henri Azéma
Jean-Henri Azéma, cunoscut mai ales ca Jean Azéma (n. 28 decembrie 1913 – d. 13 octombrie 2000) a fost un poet francez originar din insula Réunion, departament francez din afara Hexagonului.
Născut în Saint-Denis, a decedat în Buenos Aires, unde a „fugit” datorită actelor sale de colaborare cu Regimul de la Vichy, dar mai ales cu naziștii, în timpul celui de-doilea război mondial. 
Fiul său a fost istoricul Jean-Pierre Azéma.